# 波戸康広
波戸 康広（はと やすひろ、1976年5月4日 - ）は、兵庫県三原郡西淡町（現：南あわじ市）出身の元プロサッカー選手。現役時代のポジションはディフェンダー（DF）。元日本代表。現在は横浜F・マリノスのアンバサダーを務める。

## 来歴
1995年、滝川第二高校から横浜フリューゲルスに入団。元々はフォワードだったが、サテライト監督のゲルト・エンゲルスによって右サイドにコンバートされ、1997年に森山佳郎から右サイドのポジションを奪う形で頭角を現す。1998年の横浜F消滅の際に横浜F・マリノスへ移籍。横浜FMではチーム事情からストッパーとしてプレーしたことがきっかけとなり、サイドバックやセンターバックもこなした。
それまで日本代表および年代別の代表とも縁がなかったが、2001年4月のスペイン戦に向けて初招集され、この試合で先発メンバーとして代表デビューを飾った。当時の日本代表は同年3月のフランス戦で0対5と大敗した直後で、守備の建て直しが急務と考えた監督のフィリップ・トルシエによって右ウイングバックに抜擢された。
2001年の日本代表のほとんどの試合に出場していたが、2002年ワールドカップ本大会前には清水エスパルスで頭角を現していた市川大祐が起用されるようになり、波戸は本大会メンバーから外れた。
2003年は頭部に怪我を負い、治療に7か月を要した。2004年シーズン途中に柏レイソルへ移籍し、右ウイングバックのほか、センターバックやリベロでプレー。2005年のヴァンフォーレ甲府との入れ替え戦に敗れ、チームはJ2に降格した。
2006年より大宮アルディージャに完全移籍。4シーズンに渡って主にレギュラーとしてプレーしたが、2009年をもって契約満了となり大宮を退団した。
2010年、古巣の横浜FMに復帰。2011年11月19日に同シーズン限りでの現役引退を表明、12月3日の鹿島戦が現役最後の試合となった。2012年より横浜FMのアンバサダーに就任。2014年1月18日にニッパツ三ツ沢球技場にて引退試合が行われた。2014年末、Jリーグ功労選手賞を受賞。

## エピソード
- 趣味は将棋。2012年12月には日本将棋連盟から初段の免状が授与された[4]。また2014年には、将棋親善大使に委嘱された[5]。2015年7月には横浜FMの試合前イベントで将棋棋士で当時王将のタイトル保持者であった郷田真隆（飛車落ち）との対局で勝利し二段の認定を受けた[6]。2017年10月には北九州国際会議場で開かれた第7回国際将棋フォーラムの将棋トーナメントに日本代表として出場した[7]。

## 所属クラブ
- 1983年 - 1988年 津井FC (西淡町立津井小学校)
- 1989年 - 1991年 西淡町立辰美中学校
- 1992年 - 1994年 滝川第二高等学校
- 1995年 - 1998年 横浜フリューゲルス
- 1999年 - 2004年途中 横浜F・マリノス
- 2004年途中 - 2005年 柏レイソル
- 2006年 - 2009年 大宮アルディージャ
- 2010年 - 2011年 横浜F・マリノス

## 個人成績
| 国内大会個人成績 | 国内大会個人成績 | 国内大会個人成績 | 国内大会個人成績 | 国内大会個人成績 | 国内大会個人成績 | 国内大会個人成績 | 国内大会個人成績 | 国内大会個人成績 | 国内大会個人成績 | 国内大会個人成績 | 国内大会個人成績 |
| 年度             | クラブ           | 背番号           | リーグ           | リーグ戦         | リーグ戦         | リーグ杯         | リーグ杯         | オープン杯       | オープン杯       | 期間通算         | 期間通算         |
| 年度             | クラブ           | 背番号           | リーグ           | 出場             | 得点             | 出場             | 得点             | 出場             | 得点             | 出場             | 得点             |
| 日本             | 日本             | 日本             | 日本             | リーグ戦         | リーグ戦         | リーグ杯         | リーグ杯         | 天皇杯           | 天皇杯           | 期間通算         | 期間通算         |
| ---------------- | ---------------- | ---------------- | ---------------- | ---------------- | ---------------- | ---------------- | ---------------- | ---------------- | ---------------- | ---------------- | ---------------- |
| 1995             | 横浜F            | -                | J                | 9                | 0                | -                | -                | 1                | 0                | 10               | 0                |
| 1996             | 横浜F            | -                | J                | 0                | 0                | 0                | 0                | 0                | 0                | 0                | 0                |
| 1997             | 横浜F            | 12               | J                | 9                | 0                | 4                | 0                | 1                | 0                | 14               | 0                |
| 1998             | 横浜F            | 12               | J                | 16               | 0                | 3                | 0                | 5                | 0                | 24               | 0                |
| 1999             | 横浜FM           | 12               | J1               | 19               | 1                | 4                | 0                | 0                | 0                | 23               | 1                |
| 2000             | 横浜FM           | 4                | J1               | 26               | 0                | 6                | 0                | 3                | 0                | 35               | 0                |
| 2001             | 横浜FM           | 4                | J1               | 27               | 0                | 9                | 1                | 1                | 0                | 37               | 1                |
| 2002             | 横浜FM           | 4                | J1               | 27               | 0                | 0                | 0                | 2                | 0                | 29               | 0                |
| 2003             | 横浜FM           | 4                | J1               | 10               | 0                | 3                | 0                | 3                | 0                | 16               | 0                |
| 2004             | 横浜FM           | 4                | J1               | 1                | 0                | 1                | 0                | -                | -                | 2                | 0                |
| 2004             | 柏               | 38               | J1               | 20               | 1                | 2                | 0                | 0                | 0                | 22               | 1                |
| 2005             | 柏               | 4                | J1               | 30               | 0                | 6                | 0                | 2                | 0                | 38               | 0                |
| 2006             | 大宮             | 22               | J1               | 28               | 0                | 4                | 0                | 2                | 0                | 34               | 0                |
| 2007             | 大宮             | 4                | J1               | 31               | 0                | 4                | 0                | 1                | 0                | 36               | 0                |
| 2008             | 大宮             | 4                | J1               | 34               | 0                | 4                | 0                | 1                | 0                | 39               | 0                |
| 2009             | 大宮             | 4                | J1               | 30               | 0                | 5                | 0                | 1                | 0                | 36               | 0                |
| 2010             | 横浜FM           | 32               | J1               | 25               | 0                | 0                | 0                | 3                | 0                | 28               | 0                |
| 2011             | 横浜FM           | 20               | J1               | 16               | 0                | 3                | 0                | 1                | 0                | 20               | 0                |
| 通算             | 日本             | 日本             | J1               | 356              | 2                | 58               | 1                | 27               | 0                | 443              | 3                |
| 総通算           | 総通算           | 総通算           | 総通算           | 356              | 2                | 58               | 1                | 27               | 0                | 443              | 3                |

その他の公式戦
- 2000年
  - Jリーグチャンピオンシップ 2試合0得点
- 2004年
  - スーパーカップ 1試合0得点
  - J1・J2入れ替え戦 2試合1得点
- 2005年
  - J1・J2入れ替え戦 2試合0得点

| 国際大会個人成績 | 国際大会個人成績 | 国際大会個人成績 | 国際大会個人成績 | 国際大会個人成績 |
| 年度             | クラブ           | 背番号           | 出場             | 得点             |
| AFC              | AFC              | AFC              | ACL              | ACL              |
| ---------------- | ---------------- | ---------------- | ---------------- | ---------------- |
| 2004             | 横浜FM           | 4                | 1                | 0                |
| 通算             | AFC              | AFC              | 1                | 0                |

その他の国際公式戦
- 2004年
  - A3チャンピオンズカップ 3試合0得点

## 代表歴

### 試合数
- 国際Aマッチ 15試合 0得点(2001年 - 2002年)

| 日本代表 | 国際Aマッチ | 国際Aマッチ |
| 年       | 出場        | 得点        |
| -------- | ----------- | ----------- |
| 2001     | 10          | 0           |
| 2002     | 5           | 0           |
| 通算     | 15          | 0           |

### 出場
| No. | 開催日         | 開催都市     | スタジアム                         | 対戦相手       | 結果 | 監督                 | 大会                       |
| --- | -------------- | ------------ | ---------------------------------- | -------------- | ---- | -------------------- | -------------------------- |
| 1.  | 2001年04月25日 | コルドバ     |                                    | スペイン       | ●0-1 | フィリップ・トルシエ | 国際親善試合               |
| 2.  | 2001年06月04日 | 茨城県       | 茨城県立カシマサッカースタジアム   | ブラジル       | △0-0 | フィリップ・トルシエ | コンフェデレーションカップ |
| 3.  | 2001年06月07日 | 神奈川県     | 横浜国際総合競技場                 | オーストラリア | ○1-0 | フィリップ・トルシエ | コンフェデレーションカップ |
| 4.  | 2001年06月10日 | 神奈川県     | 横浜国際総合競技場                 | フランス       | ●0-1 | フィリップ・トルシエ | コンフェデレーションカップ |
| 5.  | 2001年07月01日 | 北海道       | 札幌ドーム                         | パラグアイ     | ○2-0 | フィリップ・トルシエ | キリンカップ               |
| 6.  | 2001年07月04日 | 大分県       | 大分スポーツ公園総合競技場         | ユーゴスラビア | ○1-0 | フィリップ・トルシエ | キリンカップ               |
| 7.  | 2001年08月15日 | 静岡県       | 静岡県小笠山総合運動公園スタジアム | オーストラリア | ○3-0 | フィリップ・トルシエ | AFC/OFCチャレンジカップ    |
| 8.  | 2001年10月04日 | ランス       |                                    | セネガル       | ●0-2 | フィリップ・トルシエ | 国際親善試合               |
| 9.  | 2001年10月07日 | サザンプトン |                                    | ナイジェリア   | △2-2 | フィリップ・トルシエ | 国際親善試合               |
| 10. | 2001年11月07日 | 埼玉県       | 埼玉スタジアム2002                 | イタリア       | △1-1 | フィリップ・トルシエ | キリンチャレンジカップ     |
| 11. | 2002年03月21日 | 大阪府       | 長居陸上競技場                     | ウクライナ     | ○1-0 | フィリップ・トルシエ | キリンチャレンジカップ     |
| 12. | 2002年03月27日 | ウッジ       |                                    | ポーランド     | ○2-0 | フィリップ・トルシエ | 国際親善試合               |
| 13. | 2002年04月17日 | 神奈川県     | 横浜国際総合競技場                 | コスタリカ     | △1-1 | フィリップ・トルシエ | キリンチャレンジカップ     |
| 14. | 2002年04月29日 | 東京都       | 国立霞ヶ丘競技場陸上競技場         | スロバキア     | ○1-0 | フィリップ・トルシエ | キリンカップ               |
| 15. | 2002年05月02日 | 兵庫県       | 御崎公園球技場                     | ホンジュラス   | △3-3 | フィリップ・トルシエ | キリンカップ               |